# 비설 (1969년 영화)
《비설》(Una Breve Stagione, A Brief Season)은 이탈리아에서 제작된 레나토 카스텔라니 감독의 1969년 드라마 영화이다. 크리스토퍼 존스 등이 주연으로 출연하였고 디노 데 로렌티스 등이 제작에 참여하였다.

## 출연

### 주연
- 크리스토퍼 존스
- 피아 디거마크
- 피에로 모기아